# Nîkonorivka, Bobrîneț
Nîkonorivka (în ucraineană Никонорівка) este un sat în comuna Vasîlivka din raionul Bobrîneț, regiunea Kirovohrad, Ucraina.

## Demografie
Componența lingvistică a localității Nîkonorivka
     Ucraineană (100%)
Conform recensământului din 2001, toată populația localității Nîkonorivka era vorbitoare de ucraineană (100%).